# Märkisch Linden
Märkisch Linden là một đô thị thuộc huyện Ostprignitz-Ruppin, bang Brandenburg, Đức. Đô thị Märkisch Linden có diện tích 43,92 km², dân số thời điểm 31 tháng 12 năm 2006 là 1235 người.